# Bąków
Bąków [pronunciación en polaco: /ˈbɔnkuf/] es un pueblo ubicado en el distrito administrativo de Gmina Rusinów, dentro del Condado de Przysucha, Voivodato de Mazovia, en el este de Polonia central. Se encuentra aproximadamente a 8 kilómetros al noreste de Rusinów, a 12 kilómetros al norte de Przysucha, y a 87 kilómetros al sur de Varsovia.
El pueblo tiene una población de 180 habitantes.